# Лапихинцы
Лапихинцы — опустевшая деревня в Слободском районе Кировской области в составе Закаринского сельского поселения.

## География
Находится на расстоянии примерно 22 км по прямой на юго-восток от районного центра города Слободской.

## История
Была известна с 1802 года как деревня Подгорная 1-я с населением 15 душ мужского пола (5 дворов). В 1873 году в деревне (Подгорная или Лапины) было учтено дворов 8 и жителей 45, в 1905 9 и 63, в 1926 10 и 67, в 1950 12 и 49. В 1989 году не было учтено постоянных жителей.

## Население
Постоянное население составляло 3 человека (русские 100 %) в 2002 году, 0 в 2010.